# Eus
Eus er en by og kommune i departementet Pyrénées-Orientales i Sydfrankrig.
Eus er medtaget i Les Plus Beaux Villages de France, som er en liste med Frankrigs smukkeste byer.

## Geografi
Eus ligger 42 km vest for Perpignan. Nærmeste byer er mod sydvest Prades (5 km), mod vest Catllar (4 km) og mod øst Marquixanes (4 km).

## Demografi

### Udvikling i folketal
| 1962                                                              | 1968 | 1975 | 1982 | 1990 | 1999 | 2007 | 2015 | 2017 |
| ----------------------------------------------------------------- | ---- | ---- | ---- | ---- | ---- | ---- | ---- | ---- |
| 370                                                               | 370  | 330  | 355  | 361  | 375  | 400  | 388  | 388  |
| Tal fra og med 1962 er uden dobbelttælling (sans doubles comptes) |      |      |      |      |      |      |      |      |